# Boeing Sonic Cruiser
Le  Sonic Cruiser est un projet d'avion de ligne transsonique proposé par Boeing en 2001. La vitesse de croisière devait être proche de celle du son – aux alentours de Mach 0,95, soit 1 010 km/h. La configuration retenue était de type canard, donc non conventionnelle, avec une aile en forte flèche, se rapprochant de l'aile delta. La capacité prévue était de 200 à 250 passagers.
Sa consommation horaire de kérosène aurait été supérieure de 15 à 20 % à celle des appareils conventionnels, mais compte tenu de sa vitesse supérieure de 10 %, sa consommation totale sur un même trajet aurait été globalement similaire. Le projet n'a toutefois jamais vu le jour, Boeing décidant finalement de se concentrer sur le plus conventionnel modèle 7E7, devenu Boeing 787.

## Un programme «leurre»?
Selon des accords passés en 1992 entre Boeing pour les États-Unis et Airbus pour l'Europe, le montant des aides à la recherche ne pouvait dépasser 3 % du chiffre d'affaires. Ce programme transsonique sans intérêt opérationnel et abandonné en 2003 présentait l'avantage d'être en dehors de ces accords. Cela autorisait un financement important du bureau d'études de Boeing entre 1999 et 2003 et le développement de composites en vue de leur application sur le futur Boeing 787.
D'un point de vue aérodynamique, la traînée augmente fortement au voisinage du mur du son – phénomène de divergence de traînée –, d'où une consommation plus importante, rendant le vol à cette vitesse moins efficace.
Il a été supposé que ce programme aurait servi essentiellement à Boeing à développer la technologie des composites, tout en générant un effet médiatique favorable autour des techniques de pointe. Cette approche innovante face aux formules d'avions plus classiques aurait été montée pour attirer l'attention sur Boeing au moment où Airbus lançait son A380[réf. nécessaire]. 
Dans ses mémoires, André Turcat, pilote responsables des essais sur Concorde, considère que le Sonic Cruiser était du « bluff », un projet « auquel nous n'avons jamais cru ».

## Le projet préalable de 1969
À la suite des travaux de Whitcomb sur les voilures supercritiques et la loi des aires, Boeing avait déjà étudié en 1969 un projet d'avion capable d'atteindre Mach 0,98, proposant un compromis entre l'avion « classique » et le supersonique, alors très à la mode. Le fuselage présentait une taille de guêpe pour satisfaire la loi des aires. C'était l'époque du lancement commercial du Concorde, et Boeing avait également son projet de supersonique TSS. La finesse annoncée était de 14,4 au lieu de 15,5 pour un avion classique, le gain de vitesse permettant des gains en exploitation qui compenseraient le surcoût.

## Rentabilité plutôt que vitesse
L'avantage potentiel en vitesse des profils dits « supercritiques » a finalement été transformé en avantage de rentabilité, au travers de gains de consommation, de charge payante et de distance franchissable. Plutôt que de reculer le Mach de divergence de traînée, les ingénieurs ont préféré augmenter l'épaisseur des profils pour avoir plus de raideur en torsion, gagner de la masse structurelle et augmenter la capacité des réservoirs, augmenter l'allongement et réduire la flèche pour diminuer la traînée induite. Plutôt que de tendre vers des vitesses plus élevées, les ingénieurs ont donc appliqué leurs avancées à la réduction de la consommation et à l'autonomie des appareils.